# Regnbågsmässa
Regnbågsmässa är en gudstjänst som är riktad specifikt till HBTQ-gemenskapen. Dess primära deltagare är medlemmar i sex- och könsminoriteter och deras närstående. Alla andra kyrkobesökare är också välkomna.
Innehållsmässigt finns det nästan ingen skillnad mellan regnbågsmässa och en traditionell mässa. Oftast finns det några HBTQ-symboler i kyrkan för att signalera att mässan är en regnbågsmässa.. Regnbågsmässor firas speciellt under prideveckan.
Regnbågsmässor ordnas i Sverige och i Finland. I Sverige hölls den första HBT-konfirmationen i Adolf Fredriks kyrka 2010. Bland  annat Sofiakyrkan ordnar regnbågsmässor regelbundet. År 2014 grundades det en förening Malkus som fokuserar på regnbågsmässor i Finland men den verkar också på nätet och internationellt.